# Loissin
Loissin – gmina w Niemczech, wchodząca w skład Związku Gmin Lubmin w powiecie Vorpommern-Greifswald, w kraju związkowym Meklemburgia-Pomorze Przednie.

## Toponimia
Nazwa słowiańska, poświadczona źródłowo w 1248 roku w formie Lodizin. Pochodzi od połabskiego imienia Lodiš, znaczy dosłownie „gród Lodiša”. Forma polska – Łodyżyn.